# Николаева, Клавдия Ивановна
Никола́ева Кла́вдия Ива́новна (13 июня 1893, Петербург, Российская империя — 28 декабря 1944, Москва, СССР) — советская партийная и профсоюзная деятельница.

## Биография
Родилась в Петербурге в семье рабочего и прачки. Работала нянькой, а потом фальцовщицей в типографии. Окончила городское училище. В 1908 году в возрасте 15-ти лет впервые арестована полицией за распространение революционных листовок и прокламаций.
Член РСДРП(б) с 1909 года. Участница революции 1905—07 годов. До Февральской революции ещё трижды арестовывалась. С 1910 года в правлении Петербургского профсоюза печатников. В 1911–1913 годах в ссылке в Великом Устюге, там же в 1913 родился сын. С 1913 года секретарь больничной кассы в Выборгском районе в больничной кассе на заводе Барановского в Петербурге. В 1915 году выслана в село Казачинское Енисейской губернии. За революционную пропаганду отправлялась в Енисейскую тюрьму.
После Февральской революции 1917 г. вернулась в Петроград из ссылки, редактировала журнал журнала «Работница». В июле 1917 года это был единственный печатный орган большевиков. В нём была напечатана в это время статья В. И. Ленина «Три кризиса».
Участница Октябрьской революции. С 1918 года заведующая женотделом и агитпропотделом Петроградского губкома РКП(б). Председательствовала на I Всероссийском съезде работниц и крестьянок. Во время наступления войск Н. Н. Юденича на Петроград работала в революционном трибунале 2-го городского района. 
В 1919—1924 годах — редактор журнала «Работница».
В 1924—1926 годах — заведующая отделом работниц ЦК РКП(б).
В 1924—1925 годах — член Оргбюро ЦК РКП(б) и кандидат в члены Секретариата ЦК РКП(б).
С 1926 года училась на курсах марксизма-ленинизма при ЦК ВКП(б). Была сторонницей Г. Е. Зиновьева, на ХV съезде ВКП(б) в декабре 1927 года открыто разделяла его взгляды. С 1928 года заведующая отделом агитации и пропаганды Северо-Кавказского крайкома ВКП(б).
В 1930—1933 годах — заведующая агитмассовым отделом ЦК ВКП(б). В 1934 году второй секретарь Западно-Сибирского крайкома ВКП(б). В 1934—1936 годах второй секретарь Ивановского обкома ВКП(б). С 1936 года — секретарь ВЦСПС.
Член ЦК ВКП(б) в 1924—1925 годах и с 1934 года.
Кандидат в члены ЦК ВКП(б) в 1925—1934 годах. Член ЦИК СССР.
Депутат Верховного Совета СССР 1-го созыва. Член Президиума Верховного Совета СССР в 1938—1944 годах.
В 1933 году награждена орденом Ленина.
В годы Великой Отечественной войны руководила подготовкой медсестер и сандружинниц, эвакуацией детей в глубокий тыл, шефством профсоюзов над частями Красной Армии, переоборудованием домов отдыха и санаториев под военные госпитали. Была членом группы внештатных лекторов при Главном политическом управлении РККА. В 1942 году была командирована в Англию с профсоюзной делегацией, откуда возвращалась в СССР на британском военном корабле, сопровождавшем конвой грузовых судов. На пути в Мурманск конвой подвергся атаке немецкой авиации. Проявила смелость и мужество, помогала перевязывать раненых.
Умерла после продолжительной болезни. Урна с прахом захоронена в некрополе у Кремлёвской стены.

## Память

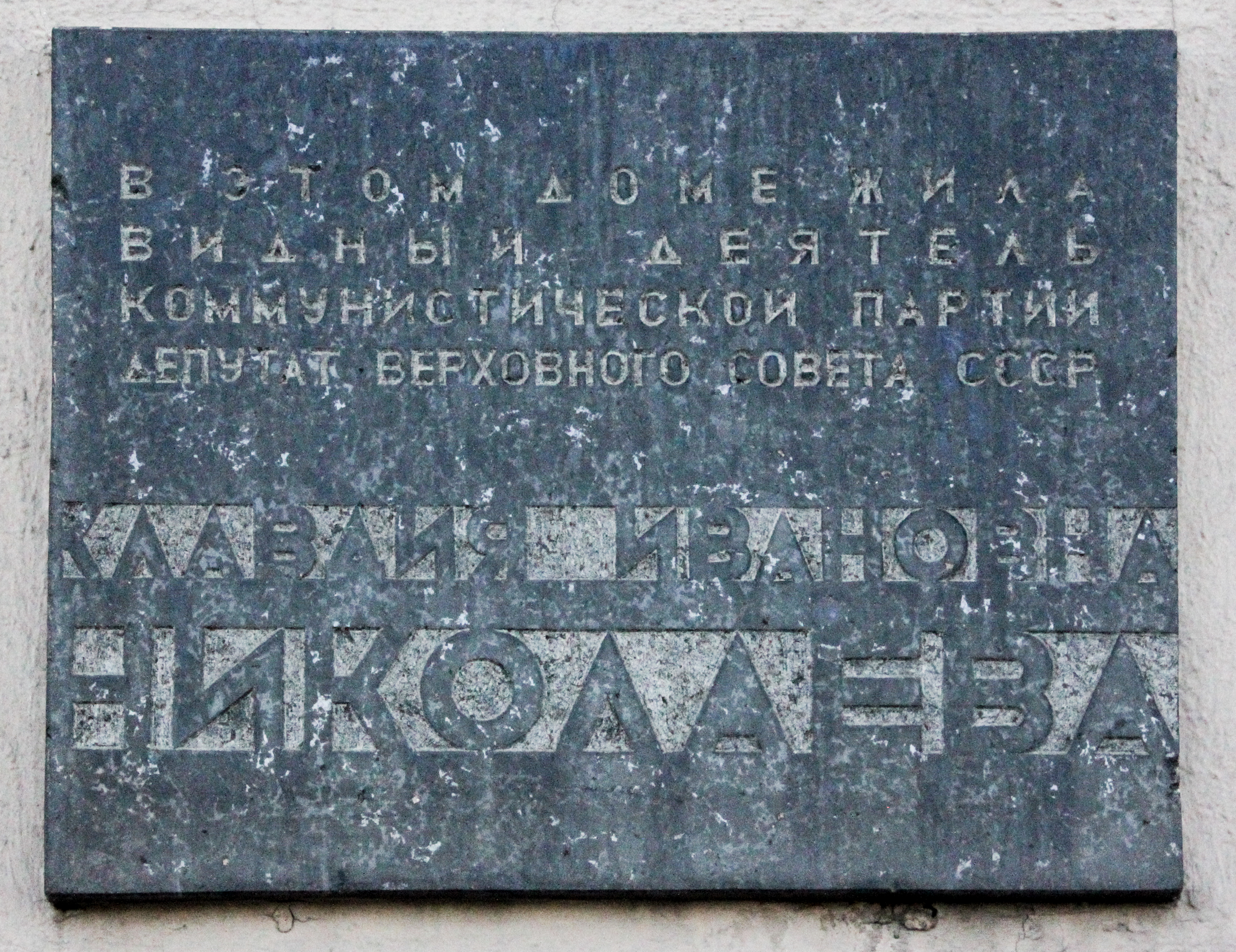
Мемориальная табличка на стене дома, где проживала К. И. Николаева.

На доме, где жила Николаева (улица Серафимовича, 2) — мемориальная доска.
С 1947 по 1991 годы имя Николаевой носил Орехово-Зуевский хлопчатобумажный комбинат.

## Публикации
- Николаева К. И. Великая Отечественная война и советская женщина / К. Николаева, Л. Карасева. — Москва: Госполитиздат, 1941. — 15 с.